# Uvac (fiume)
Uvac (in bosniaco e in serbo Увац?, Uvac) è un fiume transfrontaliero internazionale, che passa sotto monte Golija e e l'altopiano di Pester, quindi scorre attraverso la zona sud-ovest della Serbia attraversando la Bosnia orientale, dove, dopo 119 km, finalmente incontra il fiume Lim da destra, però, prima di sfociare nel Lim, per 10 chilometri Uvac segna il confine tra due paesi. Inoltre, tra i meandri che attraversano la Serbia, Uvac determina anche il confine settentrionale della regione Raška.

## Corso superiore
Lo Uvac nasce nel plateau di Pester dalla montagna Ninaja, come Rasanska reka (cirillico: Расанска река). Le curve del flusso attraversano le montagne Ninaja e Pometenik, accanto ai villaggi di Tuzinje, Rasno, Dragojloviće e Gradac, dove incontra il Brnjička reka (cirillico: Брњичка река), entra nella depressione di Sjenica e prosegue sulla depressione confine orientale come Vapa (cirillico : Вапа), che è lungo 25 chilometri e drena una superficie di 496 km².
Il fiume passa vicino ai villaggi di Gornja Vapa, Donja Vapa, Čedovo e Krstac, dove il Vapa riceve da sinistra il piccolo fiume Uvac, che ha origine sul monte Ozren, e dà il nome al corso e alla valle del fiume.

## Corso inferiore
Lo Uvac continua a nord-ovest, entra nella regione di Stari Vlah dove sfocia in un profondo canyon come valle, dove riceve il fiume Kladnica da destra e genera molta energia, che viene utilizzata per tre potenti centrali idroelettriche, ogni una con grande lago artificiale: Bistrica con il lago Radoinja, Kokin Brod con il Lago Zlatar (7,3 km², altitudine 400 m, profondità 40 m) e Sjenica con il lago di Sjenica.
Nella parte più bassa del suo corso, lo Uvac scorre tra le montagne Zlatar e Zlatibor, vicino ai villaggi di Kokin Brod e Radoinja fino a raggiungere il confine bosniaco e il monte Varda, fa una brusca virata a gomito girando a sud passando vicino ai villaggi di Bjelušine e Uvac (anche sul lato bosniaco), lo Uvac sfocia nel Lim, a nord della città di Priboj.
Lo Uvac drena una superficie di 1.310 km², appartiene al bacino del Mar Nero, e non è navigabile. La sua portata media alla foce è di 18 m³ / s.